# Mohinder Suresh
 (mars 2013).
Si vous disposez d'ouvrages ou d'articles de référence ou si vous connaissez des sites web de qualité traitant du thème abordé ici, merci de compléter l'article en donnant les références utiles à sa vérifiabilité et en les liant à la section « Notes et références ».
Mohinder Suresh est un personnage de fiction du feuilleton télévisé américain Heroes (NBC), interprété par Sendhil Ramamurthy.

## Son histoire
Fils du professeur indien Chandra Suresh, Mohinder essaie de poursuivre les recherches que son père a abandonnées en mourant et fait des découvertes intéressantes. Il cherche à repérer et à répertorier tous les mutants existants pour pouvoir les contacter et comprendre le phénomène. Il découvre aussi qu'il avait eu une grande sœur qui est morte peu après sa naissance. Elle est morte d'un virus qui n'affecte que les humains à pouvoirs. Son père avait trouvé la solution pour la sauver : les anticorps de Mohinder, mais celui-ci est né trop tard pour pouvoir la sauver.

### Volume 1: Genesis
Au début du premier tome, Mohinder apprend la mort de son père Chandra et décide de se rendre à New York, pour suivre les traces de son père. Là-bas, il reprend les travaux de son père sur les « spéciaux ». Il fait la connaissance d'Eden la voisine de palier (une spéciale qui travaille pour la Compagnie, mais il l'ignore), ensemble ils découvrent l'appartement de Sylar, l'assassin de son père. Celui-ci possède une carte où sont représentés plusieurs « spéciaux », il reconnaît entre autres Nathan Petrelli. Il décide d'informer ce dernier du danger qui le menace, mais Nathan le repousse. Peu de temps plus tard, c'est Peter Petrelli qui vient le trouver pour lui demander de l'aide. Peter ne pouvant apporter aucune preuve de ses dons, Mohinder ne le prend pas au sérieux et s'en va. Plus tard il fait la connaissance de Sylar qui se présente à lui sous le nom de Zane Taylor, il comprend ensuite à qui il a affaire et essaie de le tuer. Le combat se déroule en sa défaveur jusqu'à l'arrivée de Peter qui lui sauve la vie, au péril de la sienne. Mohinder ramène le corps de Peter à sa famille, puis décide de rejoindre la Compagnie. Il trouve le moyen de sauver Molly Walker, une jeune spéciale malade. Il décide ensuite de s'enfuir avec celle-ci et c'est ainsi qu'il se retrouve présent à la bataille de Kirby Plaza.

### Volume 2: Générations
Au début de ce volume, Mohinder vit avec Matt et Molly. Il fait équipe avec Noé Bennet pour détruire la Compagnie. Il se fait engager par Robert Bishop pour faire des expériences sur le virus qui avait contaminé sa sœur et Molly. Sa première mission l'emmène en Haïti ou il soigne le haïtien mais ce dernier lui efface la mémoire avant de s'enfuir. Il découvre ensuite une peinture d'Isaac Mendez qui lui montre la mort de Noé Bennet.
Il assiste à l'attaque mentale de Molly à la suite de la demande de Matt de retrouver son père, qui n'est autre que l'homme-cauchemar de la petite fille. Peu après, dans un bâtiment  de la compagnie, il rencontre Niki Sanders qui tente de tuer Bob à cause de ses personnalités multiples. après l'avoir ramené à sa chambre, Mohinder veut la libérer mais celle-ci refuse. Il rend visite à Monica, lui fait faire des tests sur son pouvoir et dissuade Bob de lui injecter la virus. À son retour, Niki devient sa partenaire. Avec l'aide de cette dernière ainsi que celles de Nathan, Matt et Bob, il stoppe Maury Parkman. Malheureusement, Niki s'est injecté le virus pour cesser d'être manipulée par le père de Matt.
Pour la sauver, il tente de capturer Claire avec l'aide de Bob et de sa fille "Ella". Après que cette dernière a été enlevée par Noé, lui et Bob font un échange de leurs filles. Alors que Noé veut tirer sur Bob, Mohinder lui tire dans l'œil et laisse s'échapper Claire et West. Il récupère néanmoins le corps de Noé et le soigne avec le sang de sa fille. 
Alors qu'il part donner le sang de Claire à Niki, il reçoit un appel de Sylar qui lui ordonne de venir chez lui sans quoi il fera du mal à Molly. Il rencontre alors Maya et lui dit que Sylar est un meurtrier. Sylar les prend tous les trois en otage et les emmène dans le laboratoire de Mohinder. Ce dernier lui fait une prise de sang mais il est interrompu par Maya, qui, grâce au pouvoir de Molly, apprend que Sylar a tué son frère et veut se venger. Sylar lui tire dessus et ordonne à Mohinder de tester le sang de Claire sur elle. Maya ressuscite et, alors qu'il veut s'enfuir avec le sang de Claire, Ella apparait et lui envoie un rayon électrique qui le blesse. Il arrive cependant à se relever et s'enfuit.

### Volume 3: Les Traîtres
Au début de ce volume, Mohinder envoie Molly chez sa grand-mère et découvre, grâce au pouvoir de Maya, que l'origine des pouvoirs est l'adrénaline. Il arrive ensuite à créer un produit pouvant donner des pouvoirs et, malgré les conseils de Maya, se l'injecte et obtient la super-force. La nuit, il a une relation sexuelle avec Maya et se réveille avec des sortes de croutes dans le dos. Il piège ensuite plusieurs personnes et les enferme dans des cocons. Lorsque Maya découvre ça, il l'enferme à son tour.
Peu après, il reçoit la visite de Nathan et Tracy qui veulent enlever le pouvoir de cette dernière. Il les piège aussi et reçoit la visite de Daphné, qui veut l'engager pour la compagnie Pinehearst. Celui-ci refuse puis assiste à la libération de Nathan et Tracy. Il s'enfuit avec Maya et va à Pinehearst. Il rencontre Arthur Petrelli qui vole le pouvoir de Maya qui, après avoir vu Mohinder faire ces choses, décide de rentrer chez elle. Il accepte de travailler pour Arthur en reconstituant la formule mise au point par la compagnie car il pense que cela peut le soigner.
Il tente de tester sa nouvelle formule sur Peter mais ce dernier est sauvé par Sylar. Mohinder tente de le tuer mais il est stoppé par Arthur qui lui annonce que Sylar est son fils. Plus tard, il teste des formules sur des sujets humains mais, voyant qu'aucune ne fonctionne, annonce à Arthur qu'il manque un élément à la formule : un catalyseur, qui se trouve dans un hôte humain (qui s'avère être Claire Bennet). Lors de l'éclipse, voyant que ses croutes disparaissent, il s'échappe de Pinehearst et va retrouver Maya. Mais, lorsque ses croutes réapparaissent, il retourne à Pinehearst.
Il injecte une fiole à un marine, lui donnant une super-force. Dans le chapitre final, alors qu'il veut s'injecter une fiole, Peter arrive et le menace. Daphné arrive, prend la fiole, et repart aussitôt. Croyant que Peter a fait ça, il l'attaque mais est retenu par Flint et Knox qui l'assomment. Alors que Flint et Peter détruisent le laboratoire, une partie du liquide va sur Mohinder, le guérissant mais lui laissant sa super-force. Il arrive à s'enfuir du bâtiment et, alors qu'il va près d'une route, il est pris en stop par Tracy.

### Volume 4: Les Fugitifs
Mohinder est redevenu chauffeur de taxi et revoit Peter qui monte dedans. Plus tard, Danko monte dans son taxi et l'arrête, aidé de Bennet. Par la suite, il est enfermé dans un avion, lequel s'écrase dans un lieu inconnu. Mohinder retrouve Matt et Hiro puis ils retrouvent Claire, Ando et Daphnée peu après. Ayant pris la fuite avec Peter et Matt, les trois hommes capturent Noé Bennet et l'interrogent à propos du plan de Nathan. Il est capturé par les hommes de main de ce dernier puis revoit le politicien qui le menace de tuer Daphnée s'il ne l'aide pas à supprimer les pouvoirs.
L'indien est ensuite libéré par Tracy en compagnie de Matt et aide ce dernier à accepter la mort de sa bien-aimée. L'indien rentre ensuite à son appartement, où il découvre de vieux dossiers de son père qui parlent d'un camp de spéciaux nommé "Coyote Sands". Il se rend à ce camp où il retrouve Nathan, Peter, Claire, Noé et Angela. Après avoir découvert ce qu'avait fait son père, Bennet le réconforte. Alors que les autres partent, le généticien décide de rester puis il se fait attraper par les hommes de Danko. Il est emmené à l'immeuble 26, où Hiro parvient à le libérer. Il décide peu après de rentrer chez lui, en Inde.

### Volume 5: Rédemption
Mohinder est retourné en Inde, où il est devenu professeur particulier. Cependant, dans sa fuite, il a emmené un carton contenant des documents sur les recherches menées à Coyote Sands, notamment sur le pouvoir de Samuel Sullivan, qui semble s'amplifier en présence de nombreux "spéciaux". Il cherche alors à prévenir le danger en retrouvant ce Samuel via une boussole construite selon les équations de son père.
Il trouve ainsi le chemin du cirque Sullivan, et y rencontre Joseph, le grand frère de Samuel, parfaitement au courant du dangereux pouvoir de son frère et lui demandant de partir. Samuel ayant surpris la conversation, il va le retrouver dans sa chambre pour obtenir le film contenant les notes de Chandra, mais Mohinder l'a déjà détruit. Furieux, Samuel le tue.
Du moins, il le croit, car Hiro, venu de huit semaines dans le futur sur demande de Samuel, l'a sauvé et récupéré le film. Mohinder veut alors arrêter Samuel, mais Hiro, souhaitant retrouver Charlie Andrews perdue dans le temps, le fait enfermer dans un hôpital psychiatrique. Il revient le chercher avec Ando huit semaines plus tard, mais Hiro est au plus mal et Mohinder décide de l'amener à un hôpital. Peu après, il rentre en Inde auprès de Mira.

## Pouvoir
- Au cours des deux premières saisons, Mohinder est un homme ordinaire sans capacité. Cependant, après qu'il s'injecte avec une formule défectueuse dérivée de l'adrénaline de Maya, Mohinder gagne des pouvoirs similaires à ceux de Spider-man. Ceux ci comprennent les sens aiguisés, une grande agilité, la force et la résistance accrue et la capacité de sauter très haut.

- Comme un effet secondaire de l'utilisation d'une formule incorrecte, il devient de plus en plus agressif dans son comportement, commençant à générer biologiquement une substance qui est semblable à une toile d'araignée, et développe des écailles sur sa peau. L'infection se propage par la suite tout au long de son corps.
- Après avoir été exposé à la formule parfaite, les effets secondaires disparaissent, le laissant avec seulement l'augmentation de la force, l'agilité et les réflexes.